# Sea Shadow
Sea Shadow (англ. Sea Shadow —  «Морская тень») — опытовое судно-невидимка, спроектированное и построенное американской корпорацией «Lockheed Martin» по заказу ВМС США.  Остаётся  малозаметным для некоторых типов радаров благодаря применению технологии «Стелс».

## История
Корабль был разработан в 1980-х годах. На воду был спущен в 1985 году. Корабль разрабатывался с целью изучения новых технологий (автоматизация, невидимость, корабль управления). В 1993—1994 годах судно прошло различные испытания, затем базировалось в порту Сан-Диего. В 1999 году корабль был снова введён в эксплуатацию. Си Шэдоу доказал возможность существования автоматизированных судов, невидимых для радаров.
Корабль использовался в съёмках фильма про Джеймса Бонда «Завтра не умрёт никогда» (1997). С 2006 года Американские ВМФ пытались продать корабль. Однако после безуспешных попыток 18 июня 2011 года было решено его разобрать.
В 2012 году Sea Shadow был выставлен на продажу ВМС США при условии, что корабль будет разобран. Реализация корабля осуществлялась через интернет-аукцион, на котором каждая ставка увеличивалась на сто долларов. Начальная стоимость лота была определена в десять тысяч долларов, однако к утру 30 апреля 2012 года достигла 100,4 тысячи долларов. Он был продан и полностью разобран в 2012 году компанией Bay Ship.

## Конструкция
Длина судна составляет 50 м, ширина — 21 м. Весит 572 тонны. Судно развивает скорость в 28 узлов (52 км/ч).
Корпус корабля создан по технологии S.W.A.T.H. (судно с малой площадью ватерлинии), он опирается на два понтона, которые полностью расположены под водой и дополнительно снабжены подводными крыльями. Это позволяет уменьшить сопротивление волнам и качку.
Надводный корпус соединяется с подводными крыльями несущими конструкциями под углом 45 градусов. Это повышает устойчивость судна и характеристику радиолокационной заметности. На судне устранены все неровности на корпусе, поскольку они служат главной причиной заметности судна. Особая структура корпуса не возвращает радиолокационный луч назад, а заставляет его отражаться в сторону. Такими же сделаны кормовая и носовая части.
Судно снабжено электрической передачей.

## В популярной культуре
Корабли класса Sea Shadow присутствуют в играх Comanche 4 и Urban Strike в которой, по сюжету, используются международной террористической организацией под руководством сенатора Мэлоуна (Карлоса Ортеги).
Корабли класса Sea Shadow так же присутствуют в игре Tom Clancy’s H.A.W.X. в миссии под названием "Улисс", происходящей в 19 июня 2021 года в Мегеллановом проливе.